# Alberto Morate
Alberto Morate (Madrid, 12 de junio de 1957) es un poeta, dramaturgo y crítico teatral español. Se desempeña como profesor de Lengua y Literatura en la ESO y como profesor de Teatro. También es Miembro Académico de número de la Academia Norteamericana de Literatura Moderna Internacional en el capítulo Reino de España.

## Biografía
Alberto Morate nació en el distrito madrileño de Carabanchel en el seno de una familia muy vinculada a la cultura y las artes escénicas. Sobrino del actor Fernando Sánchez Polack y del también actor y humorista Luis Sánchez Polack (Tip), de quien heredaría la vis cómica que le llevó a formar junto a José Molina el dúo de pantomima llamado primero "Alberto y José" y, más tarde, "Tito Pepe", con actuaciones en todo el territorio nacional durante doce años. Da clases en el actual colegio concertado Vedruna Carabanchel como profesor de Lengua y Literatura Españolas.
Previamente, a los 17 años, había iniciado su andadura como director teatral con El lugar donde mueren los mamíferos de Jorge Díaz, que protagonizaría el periodista, escritor y humorista Juan Luis Cano. En 1980 funda el grupo de teatro "Traspiés" con la puesta en escena de una versión teatral propia del cuento de José de Espronceda "La pata de palo". Desde entonces no ha cesado su labor como director teatral (también, en ocasiones, como actor), vinculado a los grupos Getam (Grupo Experimental de Teatro Alberto Morate),Grapa de teatro, Trivium, Érase una vez, Disparate, Acrola, Compañeros del Alma y Ensayos Chucrum (con sede en la sala Tarambana de Madrid). Finalmente, también ha sido actor en diversas apariciones en cine, radio, televisión y publicidad, labor que compaginaba con la creación de textos dramáticos orientados a los jóvenes. 
Sin embargo, ámbito literario que siempre había marcado al autor fue el de la poesía. Si bien comenzó su itinerario con la publicación de Palabras sin título (1980) junto a Francisco Mato, y diversas colaboraciones puntuales en antologías, no fue hasta 2016, con Del haz y del envés (2016, Poesía Eres Tú), cuando se centró en el género lírico. Así, en los siguientes años aparecerían, entre otros, Poseía Poesía (2017, Alféizar), He llamado hacia nunca (2019, Tierra Trivium),  En un momento, ganadora en 2019 del Primer Premio en el III certamen de Poesía Internacional Maribel Sansano y Ámbito cultural de la ciudad de Elche (2020, Autografía) o Quien lo probó lo sabe (2020, Tierra Trivium).
El estilo poético de Alberto Morate se caracteriza por una composición rítmica sencilla, accesible, con un verso ágil y musical centrado en las imágenes y las imágenes táctiles. En este sentido, su obra recorre desde la poesía social (Poseía poesía), donde deja entrever la fuerte influencia que autores como Octavio Paz, a la de corte amatorio, que centra sus últimos trabajos en una introspección relativa a la nostalgia, el alejamiento o el tiempo (junto a o en ausencia de la persona amada).

## Premios
- Primer Premio en el Concurso de Textos Teatrales Para la Infancia y la Juventud organizado por la Escuela Navarra de Teatro y el Ayuntamiento de Pamplona, 2005, con la obra A franquear en destino.[7]
- Primer Premio Concurso de Poesía "Versos que calan" organizado por Verbalina, Poetap, Prosalus, Toledo, 2012 con el poema "Letanía del agua".[7]
- Accésit del premio Maribel Sansano y Ámbito cultural de la ciudad de Elche (Alicante), 2017.[7]
- Primer Premio en el III certamen de Poesía Internacional Maribel Sansano y Ámbito cultural de la ciudad de Elche (Alicante) octubre de 2019 con el poemario En un momento.[7]

## Obras

### Teatro
- Voces Unidas (incluye las obras Caín y Abel, Bienaventurados y La asamblea de las zarandajas), Editorial CCS. Madrid, 2006 (ISBN 978-84-9842-007-4)
- Juan quiere tener miedo (incluye la obra Un traje especial), Editorial CCS. Madrid, 2007 (ISBN 978-84-9842-125-5)
- Alegorías (incluye las obras Personajes errantes del mundo, Compra-venta de restos en fechas señaladas, Juan Persona y Un mundo futuro)  Editorial CCS. Madrid, 2009 (ISBN 978-84-9842-277-1)
- El avión de papel (incluye la obra Maritele), Editorial CCS. Madrid, 2012 (ISBN 978-84-9842-818-6)
- A franquear en destino, Editorial Bubok, edición digital 2015 (ISBN 978-84-686-7924-2)
- Miguel Hernández, poeta, Editorial Académica Española, Berlín, 2020 (ISBN 978-620-0-37234-5)
- Mi Lorca, Editorial Generis Publishing, Berlín, 2022 (ISBN 978-1-63902-881-8978-1-63902-881-8)

### Poesía
- Palabras sin título, Editorial AMS. Madrid, 1980 (ISBN 978-84-300-3540-3)
- Del haz y el envés, Editorial Poesía Eres tú. Alicante, 2016 (ISBN 978-84-16480-24-1)
- Poseía Poesía, Editorial Alféizar. Córdoba, 2017 (ISBN 978-84-947409-5-4)
- Epigramas de la Luna Desnuda, Editorial Círculo Rojo. Almería, 2018 (ISBN 978-84-9194-746-2)
- He llamado hacia nunca, Editorial Tierra Trivium. Moralzarzal (Madrid), 2019 (ISBN 978-84-949372-4-8)
- Amplexos, Buces, Zalemas y Lamentos, Editorial Chiado, Portugal, 2019 (ISBN 978-989-52-6108-6)
- En un Momento, Editorial Autografia. Barcelona, 2020 (ISBN 978-84-18028-69-4)
- Quien lo probó lo sabe, Grupo editorial Tierra Trivium. Moralzarzal (Madrid), 2020 (ISBN 978-84-121767-5-9)
- Cada día un poema en estado de al(ar)ma, Ediciones Ruser, Madrid, 2021 (ISBN 978-84-12318-57-9)
- Distancias y Ausencias, Ediciones Visión, Madrid, 2022 (ISBN 978-84-19310-07-1)
- Alboroque de Poetas, Ondina Ediciones, Rivas de Vaciamadrid (Madrid), 2023 (ISBN 978-84-127118-3-7)
- Caravanserai, Esstudio Ediciones, Madrid, 2024 (ISBN 978-84-19781-95-6)

### Ensayo
- Teatro en el colegio, Editorial Académica Española, Mauritius 2020 (ISBN 978-620-3-03052-5)
- RELATO: La estatua de Lope de Vega, Editorial Bubok, 2015 (ISBN 978-84-686-7925-9)